# An Hải (huyện)
An Hải là một huyện cũ thuộc thành phố Hải Phòng, Việt Nam. Huyện An Hải ngày nay tương ứng với một phần quận Lê Chân, quận Hải An và quận An Dương.

## Địa lý
Huyện An Hải có vị trí địa lý:
- Phía đông giáp Vịnh Bắc Bộ
- Phía tây giáp huyện Kinh Môn và huyện Kim Thành, tỉnh Hải Dương
- Phía nam giáp quận Kiến An và các huyện An Lão, Kiến Thụy
- Phía bắc giáp các quận Hồng Bàng, Lê Chân, Ngô Quyền và huyện Thủy Nguyên.

Huyện An Hải có diện tích 193,51 km² (19.351,35 ha) dân số năm 2001 là 219.203 người, mật độ dân số đạt 1.132 người/km².

## Hành chính
Huyện An Hải có 23 đơn vị hành chính trực thuộc bao gồm thị trấn An Dương và 22 xã: An Đồng, An Hòa, An Hồng, An Hưng, Bắc Sơn, Đại Bản, Đặng Cương, Đằng Hải, Đằng Lâm, Đông Hải, Đồng Thái, Dư Hàng Kênh, Hồng Phong, Hồng Thái, Lê Lợi, Lê Thiện, Nam Hải, Nam Sơn, Quốc Tuấn, Tân Tiến, Tràng Cát, Vĩnh Niệm.

## Lịch sử
Ngày 7 tháng 4 năm 1966, Chính phủ ban hành Quyết định số 67-CP về việc thành lập huyện An Hải trên cơ sở huyện An Dương và huyện Hải An.
Khi hợp nhất, huyện An Hải có diện tích 20.842 ha và dân số trên 230.000 người; có 26 xã: An Hòa, An Hồng, An Hưng, Bắc Sơn, Đại Bản, Đặng Cương, Đằng Giang, Đằng Hải, Đằng Lâm, Đông Hải, Đông Khê, Đồng Tâm, Đồng Thái, Đồng Tiến, Dư Hàng Kênh, Hồng Phong, Hồng Thái, Hùng Vương, Lê Lợi, Lê Thiện, Nam Hải, Nam Sơn, Quốc Tuấn, Tân Tiến, Tràng Cát, Vĩnh Niệm.
Ngày 16 tháng 1 năm 1979, Hội đồng Chính phủ ban hành Quyết định số 19-CP về việc thành lập thị trấn Quán Toan trên cơ sở điều chỉnh một phần diện tích tự nhiên và nhân khẩu của xã Nam Sơn.
Ngày 14 tháng 2 năm 1987, Hội đồng Bộ trưởng ban hành Quyết định số 33C-HĐBT về việc:
- Thành lập thị trấn An Dương – thị trấn huyện lỵ huyện An Hải trên cơ sở 94,67 ha diện tích tự nhiên và 5.068 nhân khẩu của xã Lê Lợi; 60,48 ha diện tích tự nhiên và 897 nhân khẩu của xã Đồng Tâm; 12,41 ha diện tích tự nhiên và 217 nhân khẩu của xã Đồng Thái; 24,96 ha đất và 412 nhân khẩu của xã Nam Sơn.
- Thành lập xã An Đồng trên cơ sở hợp nhất xã Đồng Tâm và xã Đồng Tiến.

Ngày 17 tháng 2 năm 1987, Hội đồng Bộ trưởng ban hành Quyết định số 38-HĐBT về việc sáp nhập 2 xã Đằng Giang và Đông Khê vào quận Ngô Quyền quản lý.
Huyện An Hải gồm 23 xã, 2 thị trấn, có 31.854 ha đất và 138.783 nhân khẩu.
Ngày 23 tháng 11 năm 1993, Chính phủ ban hành Nghị định số 89-CP về việc sáp thị trấn Quán Toan và xã Hùng Vương vào quận Hồng Bàng quản lý.
Cuối năm 2001, huyện An Hải có 23 đơn vị hành chính trực thuộc, bao gồm thị trấn An Dương và 22 xã: An Đồng, An Hòa, An Hồng, An Hưng, Bắc Sơn, Đại Bản, Đặng Cương, Đằng Hải, Đằng Lâm, Đông Hải, Đồng Thái, Dư Hàng Kênh, Hồng Phong, Hồng Thái, Lê Lợi, Lê Thiện, Nam Hải, Nam Sơn, Quốc Tuấn, Tân Tiến, Tràng Cát, Vĩnh Niệm.
Ngày 20 tháng 12 năm 2002, Chính phủ ban hành Nghị định số 106/2002/NĐ-CP về việc:
- Thành lập quận Hải An trên cơ sở toàn bộ diện tích tự nhiên và dân số của 5 xã: Đằng Lâm, Đằng Hải, Đông Hải, Nam Hải, Tràng Cát thuộc huyện An Hải.
- Sáp nhập nguyên trạng diện tích tự nhiên và dân số của 2 xã Vĩnh Niệm và Dư Hàng Kênh thuộc huyện An Hải vào quận Lê Chân.
- Sau khi điều chỉnh địa giới hành chính, huyện An Hải còn lại 9.831,96 ha diện tích tự nhiên và 134.137 nhân khẩu; có 16 đơn vị hành chính trực thuộc, bao gồm 15 xã: An Đồng, An Hoà, An Hồng, An Hưng, Bắc Sơn, Đại Bản, Đặng Cương, Đồng Thái, Hồng Phong, Hồng Thái, Lê Lợi, Lê Thiện, Nam Sơn, Quốc Tuấn, Tân Tiến và thị trấn An Dương.
- Đổi tên huyện An Hải thành huyện An Dương.

Từ đó, huyện An Hải không còn tồn tại.